# Isaak Jakob Schmidt
Isaak Jakob Schmidt (* 14. Oktober 1779 in Amsterdam; † 27. August 1847 in St. Petersburg) war ein deutscher Kalmückenforscher, Mongolist, Tibetologe und Buddhologe.
Er übersetzte die Bibel ins Kalmückische und Mongolische.

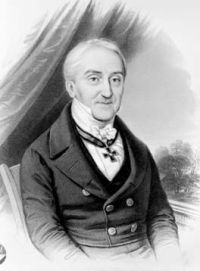
Isaac Jacob Schmidt

## Leben
Er wurde als Sohn eines Buchhalters und Kaufmanns in Amsterdam geboren und besuchte 1785 bis 1791 die Knabenschule der Evangelischen Brüdergemeinde in Neuwied. Nach dem Niedergang der Geschäfte seines Vaters in der Folge der Napoleonischen Besetzung wanderte er 1798 nach Russland aus, um in der Handelsniederlassung der Evangelischen Brüdergemeinde in Sarepta an der Wolga zu arbeiten. Im Rahmen seiner Kaufmannstätigkeit (er sollte Schulden eintreiben) verbrachte er 1804 bis 1806 viel Zeit bei den Kalmücken, lernte Mongolisch und Kalmückisch und beschäftigte sich mit deren Kultur. 1807 bis 1812 war er Buchhalter der Niederlassung in Saratow. 1812 heiratete er und wurde nach Moskau versetzt, ging aber kurz darauf noch vor dem Brand Moskaus nach Sankt Petersburg. Der Großteil seiner Manuskripte samt mongolischer Handschriften ging im Brand Moskaus verloren. In Sankt Petersburg wurde er Schatzmeister der Russischen Bibelgesellschaft, für die er die Bibel ins Kalmückische und Mongolische übersetzte. Ab 1819 konnte er sich ganz der Übersetzungsarbeit widmen. 1824 erschien seine erste größere Arbeit zur Mongolistik (und über die Tibeter), was zu einem Streit mit dem Berliner Orientalisten Julius Klaproth führte. Am 4. April 1827 wurde er an der Universität Rostock ehrenhalber zum Magister promoviert. 1828 erschien eine Schrift über die Wurzeln des Buddhismus. 1833 wurde er russischer Staatsrat und erhielt den Wladimir-Orden. 1837 war er im Verwaltungsrat der Akademie der Wissenschaften in Sankt Petersburg.
1829 erschien seine Übersetzung der Geschichte der Mongolen, 1831 seine mongolische Grammatik und 1835 sein Deutsch-Russisch-Mongolisches Wörterbuch. Er veröffentlichte auch über den Buddhismus und die Kultur der Tibeter und 1839 veröffentlichte er eine Grammatik des Tibetischen und 1841 ein Tibetisch-Deutsches Wörterbuch.
1825 wurde er auswärtiges Mitglied der Société asiatique in Paris und 1826 korrespondierendes (1829 volles) Mitglied der Sankt Petersburger Akademie der Wissenschaften. 1829 wurde er Ehrenmitglied der Royal Asiatic Society sowohl in Großbritannien als auch in Indien (Royal Asiatic Society of Bengal) und außerdem der niederländischen Bataviaasch Genootschap van Kunsten en Wetenschapen.

## Werke (Online)
- Die Volksstämme der Mongolen, als Beitrag zur Geschichte dieses Volkes und seines Fürstenhauses. Mitteilungen der Sankt Petersburger Akademie der Wissenschaften 1834, S. 409 Google
- Grammatik der mongolischen Sprache. St. Petersburg, 1831 Internet Archive
- Der Index des Kandjur. St. Peterburg 1845 Digitalisat